# 羽貫站

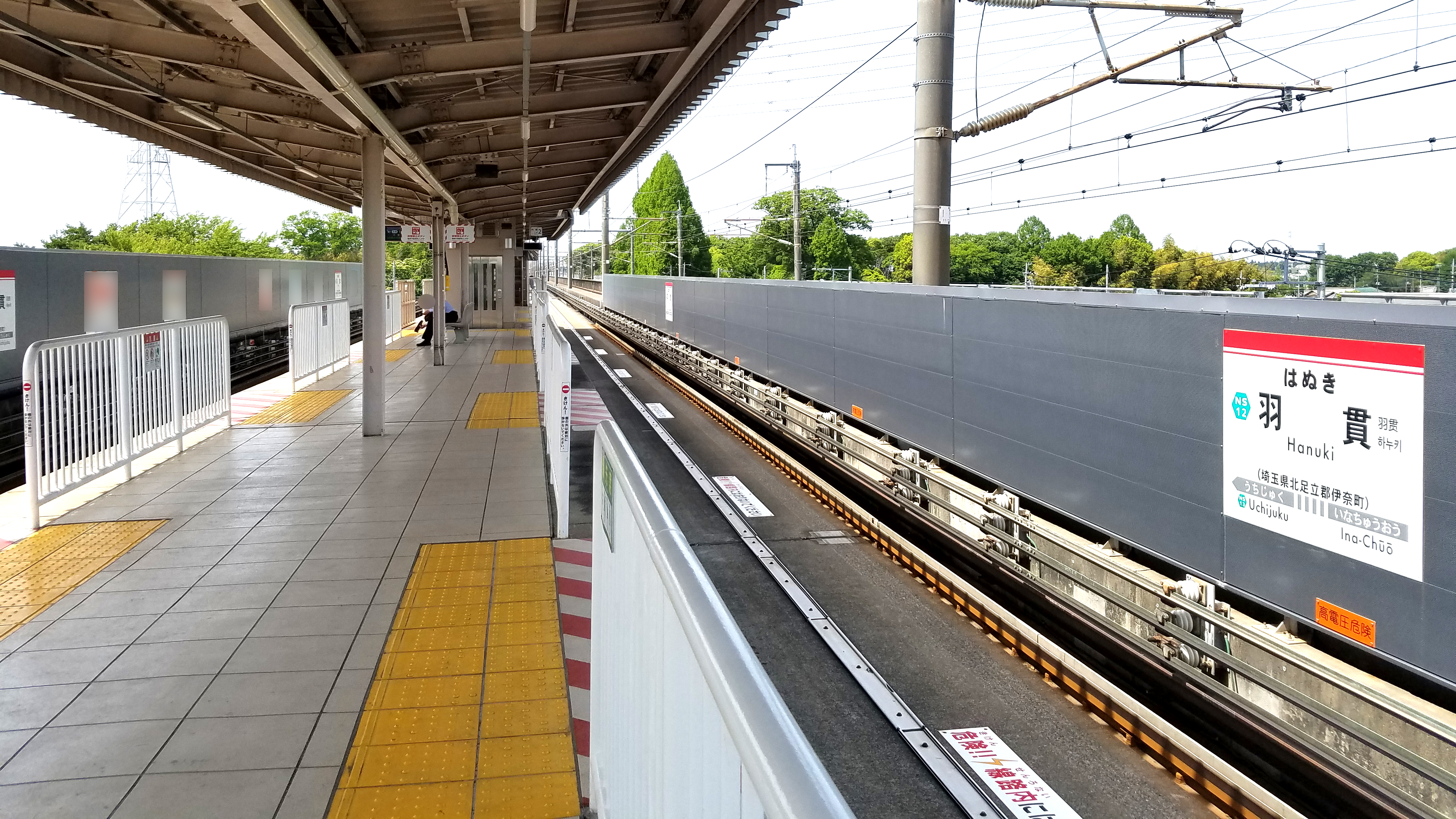
月台（2021年5月）

羽貫站（日语：／ Hanuki eki */?）是一個位於埼玉縣北足立郡伊奈町學園一丁目，屬於埼玉新都市交通伊奈線（New Shuttle）的鐵路車站。

## 歷史
- 1983年（昭和58年）12月22日 - 開業。曾經是起初的終點站。

## 車站結構
島式月台1面2線的高架車站。

### 月台配置
| 月台 | 路線                   | 目的地         |
| ---- | ---------------------- | -------------- |
| 1    | ■伊奈線（New Shuttle） | 內宿方向       |
| 2    | ■伊奈線（New Shuttle） | 丸山、大宮方向 |

## 使用情況
2015年度的1日平均上下車人次為4,400人。
開業以來的1日平均上下車人次如下表。
| 年度               | 1日平均 上下車人次 |
| ------------------ | ------------------ |
| 1983年（昭和58年） | 1,171              |
| 1984年（昭和59年） | 1,649              |
| 1985年（昭和60年） | 2,317              |
| 1986年（昭和61年） | 3,098              |
| 1987年（昭和62年） | 3,336              |
| 1988年（昭和63年） | 3,677              |
| 1989年（平成元年） | 3,829              |
| 1990年（平成02年） | 3,750              |
| 1991年（平成03年） | 3,482              |
| 1992年（平成04年） | 3,649              |
| 1993年（平成05年） | 3,688              |
| 1994年（平成06年） | 3,785              |
| 1995年（平成07年） | 3,789              |
| 1996年（平成08年） | 3,801              |
| 1997年（平成09年） | 3,710              |
| 1998年（平成10年） | 3,682              |
| 1999年（平成11年） | 3,669              |
| 2000年（平成12年） | 3,666              |
| 2001年（平成13年） | 3,604              |
| 2002年（平成14年） | 3,609              |
| 2003年（平成15年） | 3,569              |
| 2004年（平成16年） | 3,626              |
| 2005年（平成17年） | 3,470              |
| 2006年（平成18年） | 3,540              |
| 2007年（平成19年） | 3,731              |
| 2008年（平成20年） | 3,846              |
| 2009年（平成21年） | 3,953              |
| 2010年（平成22年） | 3,943              |
| 2011年（平成23年） | 4,104              |
| 2012年（平成24年） | 4,102              |
| 2013年（平成25年） | 4,324              |
| 2014年（平成26年） | 4,201              |
| 2015年（平成27年） | 4,400              |

## 相鄰車站
埼玉新都市交通
■伊奈線
伊奈中央（NS11）－羽貫（NS12）－內宿（NS13）

## 外部連結
- 羽貫站 （页面存档备份，存于）（路線圖、車站資訊） - 埼玉新都市交通